# Педро Абад
Педро Абад (на испански: Pedro Abad) е населено място и община в Испания. Намира се в провинция Кордоба, в състава на автономната област Андалусия. Общината влиза в състава на района (комарка) Алто Гуадалкивир. Заема площ от 24 km². Населението му е 2983 души (по преброяване от 2010 г.). Разстоянието до административния център на провинцията е 35 km.

## Ссылки
- Официална страница
- Pedro Abad
- Formulario Datos Económicos Архив на оригинала от 2007-09-27 в Wayback Machine.
- Bibliografía Архив на оригинала от 2007-09-29 в Wayback Machine.